# リチャード・シェクナー
リチャード・シェクナーはニューヨーク大学ティッシュ・スクール・オブ・ジ・アーツの名誉教授であり、『TDR: The Drama Review』の編集者である。演劇研究において、パフォーマンス研究という新たな領域を切り開いた。

## 来歴
リチャード・シェクナーは1956年にコーネル大学で学士号を取得し、二年後にアイオワ大学で修士号を取得、1962年にテュレーン大学で博士号を取得した。彼は1962年から1969年まで、以前はテュレーン・ドラマ・レビューとして知られていた『The Drama Review』の編集を務め、1986年から現在に至るまで再び編集を務めている。
シェクナーはニューヨーク大学ティッシュ・スクール・オブ・ジ・アーツのパフォーマンス研究部門の創設者の一人となった。シェクナーがパフォーマンス概念に焦点を当てた研究をしたことは1980年代以降のアメリカの演劇研究に大きな変化をもたらしたとマーヴィン・カールソンは評価している。
彼は1967年にニューヨーク・パフォーマンス・グループを設立し、1980年にその名前をウースター・グループに変更するまでその芸術監督を務めた。両者の拠点は、シェクナーが1968年に取得したニューヨークのソーホー地区にあるパフォーミング・ガレージである。同年、シェクナーは「作家および編集者の戦争税抗議」誓約書に署名し、ベトナム戦争に抗議して納税を拒否することを誓った。1992年にシェクナーはイースト・コースト・アーティストを設立し、現在も彼と共に活動している。彼は本を執筆し、世界中のジャーナルに記事も寄稿している。
1990年代に、シェクナーは「ラサボックス」rasaboxesと呼ばれる、パフォーマーやその他の人々のための感情訓練技術を創始した。
1992年、アトランタでATHE（Association for Theatre in Higher Education）の年次大会に参加し、「パフォーマンス研究」との対比の中で、「伝統的でヨーロッパ中心のドラマ上演に捧げられている演劇」は21世紀には弦楽四重奏のようになるだろう（愛されているがマイナーな分野になる）、そして絶滅に向かっていると述べた。
1993年の重要な著作『The Future of Ritual』において、シェクナーは人間の信念、芸術表現、文化的所属がどのようにして人間社会において本物を表現し、アイデンティティを育むために収束するかを探求している。彼は「アヴァンギャルド」という用語がもはやその本来の目的を果たしていないことに注目し、ゲリラストリートシアターにおける演劇と儀式、および国際的な文脈での文化実験の儀式化された側面を分析している。
2007年より、上海戯劇学院のリチャード・シェクナー・パフォーマンス研究センターは年2回刊行の『TDR/China』の発行を開始した。

## 出版物

### 著作
- Public Domain (1968)
- Environmental Theater (1973)
- Theatres, Spaces, and Environments (1975 with Jerry Rojo and Brooks McNamara)
- Essays on Performance Theory (1976)
- The End of Humanism (1981)
- From the Ramlila to the Avantgarde (1983)
- Between Theater and Anthropology (1985)
- The Engleburt Stories (1987, with Samuel MacIntosh Schechner)
- The Future of Ritual (1993)
- Performance Theory (revised edition of Essays on Performance Theory, 1988; revised again, 2004)
- Performance Studies—An Introduction (2002, second edition 2006, third edition 2013, fourth edition 2020)
- Over, Under, and Around (2004)
- Performed Imaginaries (2015)

### 編著
- Dionysus in '69 (1970 film of 1968 production)
- Ritual, Play, and Performance (1976, with Mady Schuman)
- By Means of Performance (1990, with Willa Appel)
- The Grotowski Sourcebook (1997, with Lisa Wolford).

### 日本語訳
- 『パフォーマンス研究: 演劇と文化人類学の出会うところ』（高橋雄一郎訳）人文書院、1998
- 山下純照・西洋比較演劇研究会編『西洋演劇論アンソロジー』（シェクナーの論文は江口正登訳）月曜社、2019

## 舞台・監督作品
2005年3月、リチャード・シェクナー・パフォーマンス研究センターが上海戯劇学院の一部として設立され、シェクナーは名誉教授となった。シェクナーはThe Performance Groupと共に、エウリピデスの『バッカス』（1968年）を基にした『Dionysus in 69』、シェイクスピアの『マクベス』（1969年）を基にした『Makbeth』、グループで考案した『Commune』（1970年）、サム・シェパードの『The Tooth of Crime』（1972年）、ベルトルト・ブレヒトの『肝っ玉おっ母とその子供たち』（1975年）、デビッド・ガードの『The Marilyn Project』（1975年）、セネカの『オイディプス』（1977年）、テリー・カーティス・フォックスの『Cops』（1978年）、ジャン・ジュネの『バルコニー』（1979年）など多くの作品を演出した。イースト・コースト・アーティスツと共に、シェクナーは『Faust/gastronome』（1993年）、アントン・チェーホフの『三人姉妹』（1995年）、シェイクスピアの『ハムレット』（1999年）、シェクナーとサビアナ・スタネスクの『YokastaS』（2003年、YokastaS Redux 2005年）、リアン・アマリスの『Swimming to Spalding』（2009年）、『Imagining O』（三つのバージョン: 2011年、2012年、2014年）を演出した。
シェクナーはまた、アジアやアフリカでも演出を行っている。アントン・チェーホフの『Cherry ka Baghicha』（1983年、ヒンディー語）をニューデリーで、孫慧珠の『明日就要出山』（1989年、上海、北京語）を上海で、オーガスト・ウィルソンの『Ma Rainey's Black Bottom』（1992年）を南アフリカのグラハムズタウン・フェスティバルで、アイスキュロスの『オレステイア』（1995年、台北、北京語）を台北で、シェイクスピアの『ハムレット』（2007年、上海と2009年、ポーランドのヴロツワフ、北京語）を演出した。
1960年から1967年にかけてニューオーリンズにいる間、シェクナーはジョン・オニールとギルバート・モーゼスと共にフリー・サザン・シアター（1963–65）のプロデューシング・ディレクターを務め、フランクリン・アダムズとポール・エプスタインと共にニューオーリンズ・グループ（1964–67）の創設ディレクターを務めた。
シェクナーは、サム・シェパード、ジャン＝クロード・ヴァン・イタリー、マレー・メドニック、ロナルド・タヴェル、およびカナダで訓練を受けたメガン・テリーなどの優れた作家を発見する上で重要な役割を果たした。彼はテリーの『Viet Rock』を「範囲とトーンにおいてエリザベス朝的」と表現した。
シェクナーは戯曲は「書かれる」よりも「造られる」べきだと主張し、シェイクスピアが17世紀の変わり目にロンドンの急成長する劇団と密接に協力することで「大きく造った」と示唆した。シェクナーは1960年代後半に自身のパフォーマンス・グループでこの技法を模倣しようとした。
シェクナーは現在、シーガル・ブックスが出版する「Enactments」シリーズの編集者であり、ラウトレッジが出版する「Worlds of Performance」シリーズの編集者である。